# Frodsham
Frodsham este un oraș în comitatul Cheshire, regiunea North West, Anglia. Orașul aparține districtului Vale Royal. 